# Festival Internacional de Cinema da Nova Zelândia
O Festival Internacional de Cinema da Nova Zelândia (NZIFF; māori: Whānau Mārama) é um festival de cinema realizado anualmente na Nova Zelândia. O festival é operado pelo New Zealand Film Festival Trust. O evento exibe filmes internacionais e da Nova Zelândia.
O festival cresceu através da fusão em 1984 do Festival Internacional de Cinema de Auckland (fundado em 1969) e do Festival de Cinema de Wellington (fundado em 1972). Em 2009, o festival não utilizou nomes regionais e uniu os vários festivais sob a bandeira do Festival Internacional de Cinema da Nova Zelândia (usando a abreviatura NZIFF). Até então, cada região era promovida com o nome da região, apesar de compartilhar uma programação e obras de arte comuns desde 2002. O festival tem uma tradição de apoiar cineastas e filmes neozelandeses.